# Francesco Corselli

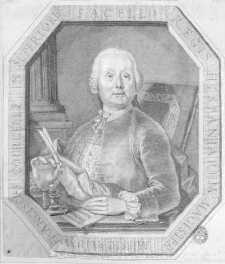
Francesco Corselli

Francesco Corselli (auch Francesco Courcelle; * 19. April 1705 in Piacenza; † 3. April 1778 in Madrid) war ein italienischer Komponist der Vorklassik.

## Leben
Francesco oder auch Francisco Corselli wurde als Sohn des aus Frankreich stammenden Charles Courcelle, eines für die Familie Farnese tätigen Tanzmeisters geboren, weitere Familienmitglieder waren als Tanzmeister an verschiedenen europäischen Höfen tätig. Seine musikalische Ausbildung erhielt er bei Geminiano Giacomelli (1692–1740). Eine erste wichtige Anstellung hatte er zwischen 1727 von 1732 in Parma, als herzoglicher Kapellmeister der Farnese und als Kapellmeister an der Basilika „Santa Maria della Steccata“. In dieser Zeit entstanden seine beiden ersten Opern, die in Venedig aufgeführt wurden, sowie eine Trauermusik zum Tode des Herzogs Antonio Farnese und das Oratorium Santa Clotilde (Parma, 1733). Er diente weiter unter dem neuen Herzog, dem spanischen Infanten Carlos, der 1734 König von Neapel wurde und 1759 als König Karl III. gekrönt wurde. Corselli erhielt jedoch schon 1733 eine Anstellung am spanischen Hof in Madrid als Musiklehrer der Infanten. 1734 wurde er stellvertretender Hofkapellmeister. 1737 wurde er durch König Philipp V. zum Maestro der Capilla Real designiert und nach dem Tod seines Vorgängers José de Torres am 5. Juni 1738 ernannt.

## Werk
Das Lebenswerk Corsellis umfasst mehr als 400 Sakralkompositionen, die vor allem entstanden sind, nachdem beim Brand des königlichen Schlosses 1734 das gesamte kirchenmusikalische Notenmaterial der Capilla Real vernichtet worden war und Corselli den Auftrag erhielt, die verloren gegangene Musik für den liturgischen Gebrauch zu ersetzen. Er schuf außerdem mehrere Opern und Kantaten, Villancicos und einige Sonaten für Violine und B. c. und Concertini a quattro. Sein Stil orientiert sich an der neapolitanischen Schule von Francesco Durante und Giovanni Battista Pergolesi. Im Gegensatz zu den Zarzuelas seiner Kollegen am spanischen Hof, Francesco Corradini (um 1700–1769) und José de Nebra, beruhen die Bühnenwerke Corsellis auf italienischen Libretti, die größtenteils von Pietro Metastasio stammten.

## Bühnenwerke
- Venere placata (Claudio Nicola Stampa), dramma per musica (1731, Venedig)
- Nino (Ippolito Zanelli/Vincenzo Cassani), dramma per musica (1732, Venedig)
- La cautela en la amistad y El robo de las Sabinas (Juan de Agramont y Toledo), dramma per musica in 2 Akten (1735, Madrid)
- Alessandro nell’Indie (Pietro Metastasio), dramma per musica in 3 Akten (1738, Madrid, zur Hochzeit Karls IV. von Neapel mit Maria Amalia von Sachsen)
- Farnace (Antonio Maria Lucchini), dramma per musica in 3 Akten (1739, Madrid)
- Achille in Sciro (Pietro Metastasio), dramma per musica in 3 Akten (8. Dezember 1744, Madrid, zur Verlobung der Infantin Maria Teresa Antonia mit dem Dauphin Louis Ferdinand von Frankreich)[1]
- La clemenza di Tito (Pietro Metastasio), dramma per musica in 3 Akten (1747, Madrid) (nur 1. Akt; 2. Akt von Corradini, 3. Akt von Giovanni Battista Mele)
- Il Polifemo (Paolo Rolli), dramma per musica 3 Akte (1748, Madrid) (nur 1. Akt; 2. Akt von Corradini, 3. Akt. von Mele)
- L’asilo d’Amore (Pietro Metastasio), Serenata (1750, Madrid, zur Hochzeit der Infantin Maria Antonia von Spanien mit Viktor Amadeus III., dem Fürsten von Savoien)[2][3]
- Il cuoco, o sia Il marchese del Bosco intermezzi (1758, Madrid)